# Kimberly Williamson
Kimberly Williamson, née le 2 octobre 1993 à Frankfield, est une athlète jamaïcaine, spécialiste du saut en hauteur.

## Biographie
Elle remporte la médaille de bronze des Jeux panaméricains de 2019 à Lima, avec la marque de 1,84 m.
Le 5 juin 2022 à Nashville, elle égale le record de Jamaïque de sa compatriote Sheree Francis en franchissant 1,93 m.

## Palmarès
| Date | Compétition           | Lieu       | Résultat | Marque |
| ---- | --------------------- | ---------- | -------- | ------ |
| 2019 | Jeux panaméricains    | Lima       | 3e       | 1,84 m |
| 2022 | Championnats du monde | Eugene     | 11e      | 1,89 m |
| 2022 | Jeux du Commonwealth  | Birmingham | 3e       | 1,92 m |

## Records
| Épreuve         | Marque      | Date        | Lieu      |
| --------------- | ----------- | ----------- | --------- |
| Saut en hauteur | 1,93 m (NR) | 5 juin 2022 | Nashville |